# Felix Slováček

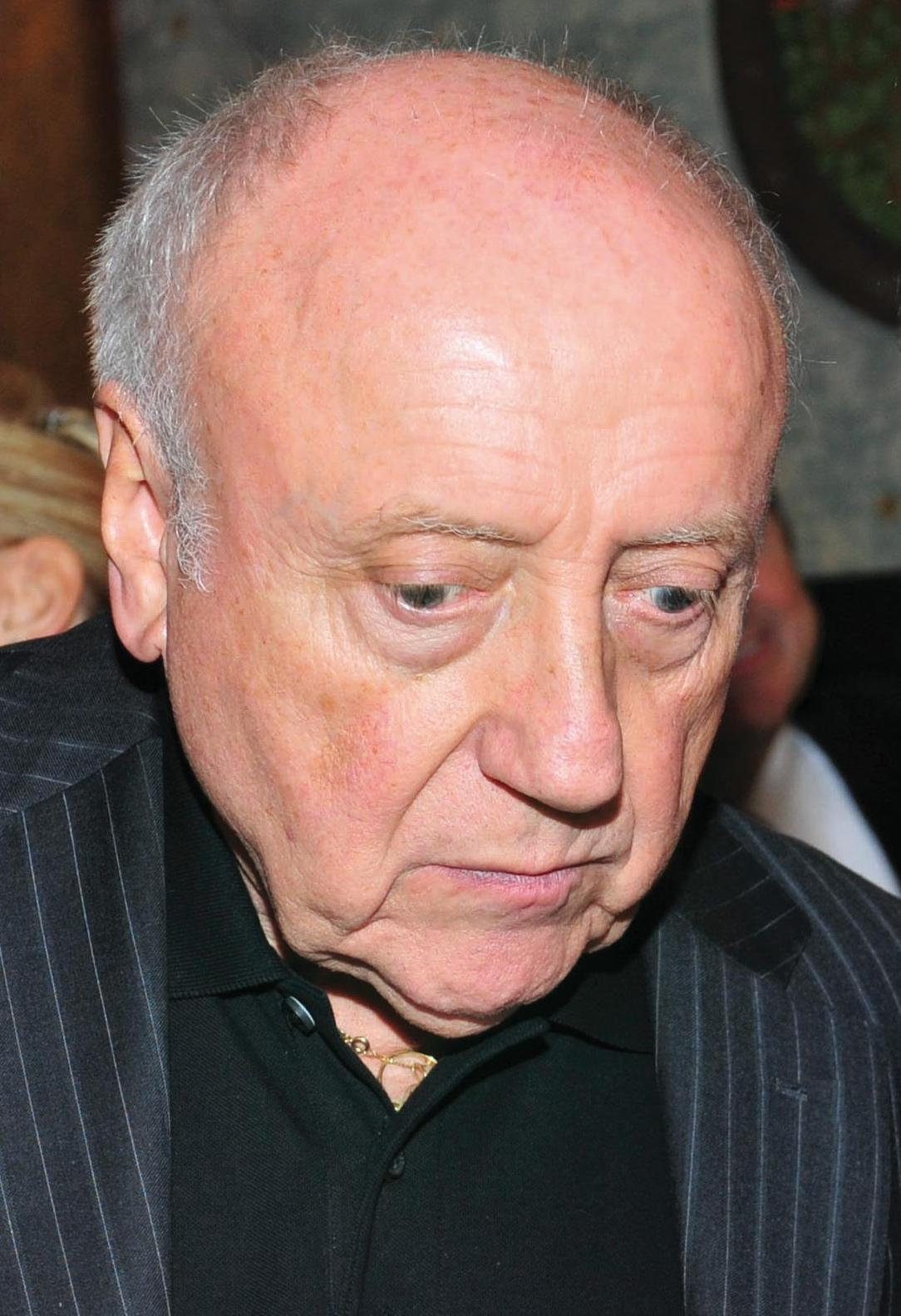
Felix Slováček

Felix Slováček (ur. 23 maja 1943 w Zlinie) – czeski klarnecista, saksofonista, kompozytor i dyrygent.

## Życiorys
Absolwent konserwatorium w Kromieryżu i Janáčkovy Akademie Muzických Umění w Brnie. Występował z Orkiestrą Karla Vlacha oraz Big Band Gustava Broma, RIAS Radio Big Band, Big Band Radio Copenhagen i WDR Big Band Köln.

### Życie prywatne
Od roku 1983 jest żonaty z czeską aktorką Dagmar Patrasovą. Mają syna Felixa i córkę Aničkę Jůlię.

## Dyskografia
- 1998: Felix Slováček Con Amore (Český rozhlas)
- 1998: Felix Slováček Big Band – Happy-Go-Lucky (Český rozhlas)
- 1997: 20 x Felix Slováček (Bonton music)
- 1996: Rozvíjej se, poupátko
- 1996: Felix Slováček a jeho Beatles (Monitor-EMI)
- 1996: Felix Slováček – Saxo (Bonton music)
- 1994: Dvorana slávy
- 1994: Felix Slováček – Classic Essential (Supraphon)
- 1993: For Lovers (Supraphon)

## Filmografia

### kompozytor
- 1984: Oci pro plác
- 1980: Muzika pro dva

### obsada aktorska
- 1979: Hodinářova svatební cesta korálovým mořem

### nagrania
- 1978: Radość aż od rana (Radost až do rána) – saksofonowe solo